# John Edensor Littlewood

John Edensor Littlewood um 1960

John Edensor Littlewood (* 9. Juni 1885 in Rochester (Kent); † 6. September 1977 in Cambridge) war ein englischer Mathematiker, der vor allem in der Analysis arbeitete.

## Leben und Wirken
Littlewood besuchte die St Paul’s School in London, wo er Schüler von Francis Macaulay war. Danach studierte er am Trinity College in Cambridge, wo er auch die meiste Zeit seines Lebens Professor war. 1905 war er zusammen mit James Mercer Senior Wrangler (das heißt Erster) in den mathematischen „Tripos“ – sie bestimmten damals in Cambridge die Karriere, besonders das Erlangen des begehrten „Fellow“-Status an einem der Universitäts-Colleges (viele Senior-Wrangler gingen aber auch in die Politik oder Juristerei), vorzugsweise dem „Trinity College“ Newtons. Das Mathematik-Studium in Cambridge war speziell auf diese Prüfungen zugeschnitten, für die zusätzlich bei Tutoren wie Routh gepaukt wurde, der zwar auch Bücher über Mechanik schrieb, ansonsten aber kein Professor, sondern der bekannteste Tutor für die Tripos war. Littlewood sah das als sportliche Herausforderung, auch wenn er nicht viel von dem Tripos-System hielt und ihn als eine der Ursachen für die Rückständigkeit der damaligen englischen Mathematik sah. Immerhin bewies er, wie aus der Riemannschen Vermutung der Primzahlsatz mit Fehlerterm folgte. In seinen ersten Forschungen ab 1906 unter Ernest William Barnes untersuchte er die Riemannsche Vermutung, wie er in seinen „Miscellany“ mitteilt, eher aus Naivität und als Zeichen der damaligen Isoliertheit der englischen Mathematiker. Er gab aber andererseits jungen Mathematikern den Rat, sich an schwierigen Problemen zu versuchen – möglicherweise würden sie sie zwar nicht lösen, dabei aber andere interessante Resultate finden.
1908 wurde er Fellow des Trinity College in Cambridge. Von Oktober 1907 bis Juni 1910 war er Richardson Lecturer an der University of Manchester, kehrte aber im Oktober 1910 nach Cambridge zurück, wo er den Rest seiner Karriere blieb. Unterbrochen wurde das nur von der Zeit im Ersten Weltkrieg, in dem er bei der königlichen Artillerie an ballistischen Berechnungen und der Erstellung entsprechender Tabellen unter anderem für die Flugabwehr arbeitete, wobei ihm erlaubt wurde bei Freunden in London zu wohnen. 1928 wurde er der erste Rouse Ball Professor in Cambridge und 1950 wurde er emeritiert.
Um 1910 begann seine fruchtbare und langjährige Zusammenarbeit mit Godfrey Harold Hardy. Die beiden untersuchten Reihen, Trigonometrische Reihen, die Riemannsche Zetafunktion, Ungleichungen und andere Gebiete der Analysis. Zusammen entwickelten sie in der analytischen Zahlentheorie die mächtige Kreismethode („Circle Method“, auch Hardy-Littlewood-Methode genannt). Ihre Zusammenarbeit, bei der Littlewood häufig die harte analytische Arbeit übernahm und Hardy die „Architektur“, wurde sprichwörtlich: Der dänische Analytiker Harald Bohr scherzte, dass es nur drei große englische Mathematiker zurzeit gäbe, Hardy, Littlewood und Hardy-Littlewood. Als ein deutscher Mathematiker bemerkte, er hätte Littlewood für ein Pseudonym Hardys gehalten, das er für seine geringeren Arbeiten verwendete, nahm Littlewood dies äußerlich mit Humor. Sie beherrschten die englische Mathematik bis in die 1950er Jahre und bildeten eine große Schule. In den 1920er Jahren wurde ihre Arbeit, insbesondere bei der Entwicklung der Kreismethode, auch durch die Ideen des genialen, aber unvollkommen ausgebildeten indischen Mathematikers S. Ramanujan befruchtet, der in der Zeit des Ersten Weltkriegs bei Hardy in Cambridge war, bevor er nach Indien zurückkehrte. Hardy tauschte sich in seiner intensiven Zusammenarbeit mit Ramanujan auch mit Littlewood aus. Die Wurzeln der Kreismethode gehen auf die Zusammenarbeit von Hardy und Ramanujan 1916/17 zurück.
Ab den 1930ern untersuchte er – teilweise in Zusammenarbeit mit Mary Cartwright – auch nichtlineare Differentialgleichungen, die etwa Anwendungen in der Theorie elektrischer Schwingkreise haben. Mit dem früh beim Skifahren in den Rocky Mountains verunglückten Raymond Paley arbeitete er über harmonische Analyse.
Zu seinen Doktoranden zählen Harold Davenport, Sarvadaman Chowla, Donald Spencer, Stanley Skewes, Albert Ingham, A. O. L. Atkin, Peter Swinnerton-Dyer, Edward Collingwood und (mit Hardy) Ramanujan.
Littlewood war von untersetzter Statur und sehr sportlich. In seiner Jugend war er ein hervorragender Turner und Cricketspieler, später war er passionierter Bergsteiger und Skifahrer und wanderte gern. Wie Hardy sah er sich gern Cricketspiele an. Er litt zeitlebens an Depressionen, was ihn zum Beispiel daran hinderte, in Organisationen eine aktivere Rolle zu spielen. Auch in seiner Zeit als Präsident der London Mathematical Society stand er nie einer Sitzung vor, sondern ließ diese von seinem Stellvertreter leiten. Später nahm er erfolgreich Medikamente gegen seine Depression. Er liebte klassische Musik (hörte aber nach eigener Aussage nur Bach, Beethoven, Mozart, da das Leben für anderes zu kurz sei) und brachte sich als Erwachsener das Klavierspielen selbst bei.

## Sonstiges
Littlewood heiratete zwar nie, hatte aber eine Tochter Ann Streatfeild. Lange Zeit bezeichnete er sie nur als seine Nichte, der er stets zugetan war und mit der er häufig in den Urlaub fuhr. Später hatte er über die strikte Geheimhaltung seiner Vaterschaft Gewissensbisse, weil er sich um ihre Zukunft sorgte (sie heiratete später den Schweizer Carl Johannsen). Béla Bollobás und dessen Frau überzeugten ihn schließlich in den 1970er Jahren davon, seine Vaterschaft öffentlich zu machen, was er auch eines Abends im universitären Begegnungsraum tat, indem er beiläufig von ihr einfach als seiner Tochter statt seiner Nichte sprach. Am nächsten Morgen wunderte er sich darüber, dass niemand großes Aufhebens davon machte.

## Ehrungen
1916 wurde er als Mitglied („Fellow“) in die Royal Society gewählt, die ihm 1929 die Royal Medal, 1943 die Sylvester-Medaille und 1958 die Copley-Medaille verlieh. Von 1941 bis 1943 war er Präsident der London Mathematical Society, von der er 1938 die De-Morgan-Medaille und 1960 den Senior-Berwick-Preis erhielt.
Er war Mitglied der Göttinger (1925), dänischen, schwedischen, niederländischen (1950) und französischen (1957) Akademien der Wissenschaften.
Der am 3. Dezember 1997 entdeckte Hauptgürtelasteroid (26993) Littlewood wurde nach ihm benannt.

## Schriften
- A mathematicians miscellany. Methuen, London 1953 und zahlreiche weitere Auflagen (seine intellektuelle Autobiographie, mit hintergründigem Humor geschrieben).

## Zitate
A good mathematical joke is better, and better mathematics, than a dozen mediocre papers. (dt.:
Ein guter mathematischer Scherz ist besser, und sogar bessere Mathematik, als ein dutzend mittelmäßiger Arbeiten)
It is possible for a mathematician to be "too strong" for a given occasion. he forces through, where another might be driven to a different, and possible more fruitful, approach. (So a rock climber might force a dreadful crack, instead of finding a subtle and delicate route.) (dt.:
Es ist möglich, dass ein Mathematiker mit „zu starken Mitteln“ an ein Problem herangeht, er erzwingt sich die Lösung, während ein anderer einen möglicherweise fruchtbareren Seitenweg wählt (beispielsweise kann ein Bergsteiger wagemutig einen Spalt nutzen, er kann aber auch eine elegantere Route wählen).)

## Belege
1. ↑  John Charles Burkill: John Edensor Littlewood, 9 June 1885 – 6 September 1977. In: Biographical Memoirs of Fellows of the Royal Society. Band 24, November 1978, S. 323–367, doi:10.1098/rsbm.1978.0010, JSTOR:769763.
2. ↑  Try a hard problem. You may not solve it, but you will prove something else. Littlewood Zitate im McTutor Archiv
3. ↑  Mathematics Genealogy Project zu Littlewood
4. ↑  Littlewood Zitate im McTutor Archiv
5. ↑  Steven Krantz Mathematical Apocrypha, MAA 2002, S. 29.
6. ↑  Eintrag im Archiv der Royal Society, London. Abgerufen am 1. April 2022.
7. ↑  Holger Krahnke: Die Mitglieder der Akademie der Wissenschaften zu Göttingen 1751–2001 (= Abhandlungen der Akademie der Wissenschaften zu Göttingen, Philologisch-Historische Klasse. Folge 3, Bd. 246 = Abhandlungen der Akademie der Wissenschaften in Göttingen, Mathematisch-Physikalische Klasse. Folge 3, Bd. 50). Vandenhoeck & Ruprecht, Göttingen 2001, ISBN 3-525-82516-1, S. 153.
8. ↑  Verzeichnis der Mitglieder seit 1666: Buchstabe L. Académie des sciences, abgerufen am 14. Januar 2020 (französisch).
9. ↑  Littlewood A mathematicians miscellany, Methuen 1953, S. 2.
10. ↑  A mathematician´s miscellany, zitiert nach: McTutor Archiv, Zitate von Littlewood